# True Jackson/Episodenliste

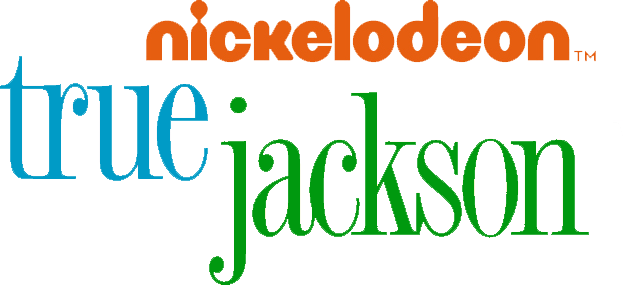
Logo von True Jackson

Diese Episodenliste enthält alle Episoden der US-amerikanischen Jugendserie True Jackson, sortiert nach der US-amerikanischen Erstausstrahlung. Zwischen 2008 und 2011 entstanden in zwei Staffeln 60 Episoden mit einer Länge von jeweils etwa 23 Minuten.

## Übersicht
| Staffel | Episodenanzahl | Erstausstrahlung USA | Erstausstrahlung USA | Deutschsprachige Erstausstrahlung | Deutschsprachige Erstausstrahlung |
| Staffel | Episodenanzahl | Staffelpremiere      | Staffelfinale        | Staffelpremiere                   | Staffelfinale                     |
| ------- | -------------- | -------------------- | -------------------- | --------------------------------- | --------------------------------- |
| 1       | 26             | 8. November 2008     | 24. Oktober 2009     | 4. April 2009                     | 1. Mai 2010                       |
| 2       | 34             | 14. November 2009    | 20. August 2011      | 2. Mai 2010                       | -                                 |

## Staffel 1
Die Erstausstrahlung der ersten Staffel war vom 8. November 2008 bis zum 24. Oktober 2009 auf dem US-amerikanischen Sender Nickelodeon zu sehen. Die deutschsprachige Erstausstrahlung sendete der Free-TV-Sender Nickelodeon vom 4. April 2009 bis 1. Mai 2010.
| Nr. (ges.) | Nr. (St.) | Deutscher Titel        | Originaltitel        | Erstausstrahlung USA | Deutschsprachige Erstausstrahlung (D/A/CH) | Regie              | Drehbuch                                    | Prod. Code |
| --- | --------- | ---------------------- | -------------------- | -------------------- | ------------------------------------------ | ------------------ | ------------------------------------------- | ---------- |
| 1 | 1         | Trues Traumjob         | Pilot                | 8. Nov. 2008         | 4. Apr. 2009                               | Gary Halvorson     | Andy Gordon                                 | 100        |
| Als True Sandwiches verkauft entdeckt Max Madigan ihr Talent: Sie kann gut Kleidung designen, weswegen er sie in sein Modelabel „Mad Style“ als die Vizepräsidentin von „Young Fashion“ einstellt. Zu erst lernt sie dort Cricket, ihre persönliche Assistentin kennen. Ihre erste Aufgabe war es, die Kleider von Amanda zu ändern. Jedoch gelangen diese in den Müll. Daher entscheidet sich True zu kündigen, aber Jimmy erklärt ihr, Mad Style ginge ab und zu highschoolmäßig ab. So erkennt True, alles sei gar nicht so schlimm, weswegen sie doch nicht kündigt. Da ihre Assistenten Cricket nicht nett ist, ersetzt sie sie durch Lulu. Inzwischen findet Ryan die verdreckten Kleider und zusammen mit ihm und Lulu flickt True sie. So beweist True ihr Können bei Mr. Madigan. Gaststar: Suzy Nakamura als Cricket |           |                        |                      |                      |                                            |                    |                                             |            |
| 2 | 2         | Lulu wird gefeuert     | Firing Lulu          | 15. Nov. 2008        | 11. Apr. 2009                              | Roger Christiansen | Dan Kopelman                                | 102        |
| Da Lulu ihre Aufgaben als Assistent nicht richtig erfüllt, schlägt Mr. Madigan True vor, sie zu feuern. True versucht mit Lulu einen Neustart, was sie verfehlt. Schließlich beschließt True Lulu zu feuern. |           |                        |                      |                      |                                            |                    |                                             |            |
| 3 | 3         | Dakotas Babys          | Babysitting Dakota   | 22. Nov. 2008        | 12. Apr. 2009                              | Roger Christiansen | Steve Baldikoski & Bryan Behar & Dan Martin | 103        |
| True ist ein Fan von dem Supermodel Dakota North. Als sie hört, dass diese zu Mad Style kommt, freut sie sich. Da Dakota sich mit jemandem in ihrem Alter wohler fühlen würde, schlägt Amanda vor, dass True sie begleitet. Dabei stellt True fest, dass Dakota kein nettes Mädchen ist. Gaststar: Nathalia Ramos als Dakota North |           |                        |                      |                      |                                            |                    |                                             |            |
| 4 | 4         | Ryan auf Rollen        | Ryan on Wheels       | 6. Dez. 2008         | 21. Juni 2009                              | Gary Halvorson     | Bill Kunstler                               | 108        |
| True und Lulu melden Ryan in den Skate-Contest an ohne zu wissen, dass er gar nicht skaten kann. Später kommt Ryan Sheckler, ein sehr berühmter Skateboarder, zu Mad Style. Dabei fällt True ein, wie sie Ryan von der Blamage im Skate-Contest schonen kann. Gaststars: Ryan Sheckler als er selbst und David Anthony Higgins als Dave |           |                        |                      |                      |                                            |                    |                                             |            |
| 5 | 5         | Wie sag ich’s Amanda?  | Telling Amanda       | 13. Dez. 2008        | 19. Apr. 2009                              | Gary Halvorson     | Andy Gordon                                 | 104        |
| True und Lulu entdecken jeweils ein Geheimnis. Lulu kriegt heraus, dass Mr. Madigans Steuerberater nebenberuflich der Weihnachtsmann ist. True findet raus, dass Amandas Freund Chad Brackett sie mit einer Blondine betrügt. Dabei macht sie sich Gedanken ob sie es Amanda verraten soll oder nicht. Gaststar: Stephen Dunham als Chad Brackett |           |                        |                      |                      |                                            |                    |                                             |            |
| 6 | 6         | Der Prototyp           | The Prototype        | 3. Jan. 2009         | 14. Juni 2009                              | Joe Menendez       | Steve Joe & Greg Schaffer                   | 107        |
| Lulu ist auf einer Party eingeladen, jedoch hat sie noch kein Kleid. Da True zu beschäftigt ist, ihr eins zu machen, hat sie eine Idee: Sie borgt sich einfach ein Kleid aus der geheimen Kleiderkammer. Während Lulu mit dem Kleid unterwegs zur Party ist, kriegt True raus, das Kleid sei ein Prototyp, ein einmaliges Kleid, das noch nicht in Produktion gegangen ist. Amanda kriegt dies raus und hilft True das Kleid zurückzuholen, ohne dass Mr. Madigan was merkt. |           |                        |                      |                      |                                            |                    |                                             |            |
| 7 | 7         | Klassentreffen         | ReTRUEnion           | 17. Jan. 2009        | 7. Juni 2009                               | Gary Halvorson     | Sarah Jane Cunningham & Suzie V. Freeman    | 106        |
| Die ehemaligen Schulfreunde von Amanda sind zum Klassentreffen eingeladen, daher muss Amanda sich hübsch machen. Inzwischen finden Ryan, Lulu und True Amandas Jahrbuch und finden heraus, Amanda sei ein Außenseiter gewesen. Daher erzählt Amanda denen, dass „Die Fluffies“ ihr den Schulball ruiniert haben. Als Amanda weg ist, entdeckt Ryan, dass Amanda auf dem Klassentreffen sich an die Fluffies rächen möchte. So gehen Ryan, Lulu und True dahin und versuchen dies zu verhindern. |           |                        |                      |                      |                                            |                    |                                             |            |
| 8 | 8         | True erobert Island    | True Takes Iceland   | 25. Jan. 2009        | 4. Apr. 2009                               | Gary Halvorson     | Andy Gordon                                 | 101        |
| Der isländische Flerk B’rsken ist unterwegs zu Mad Style um sich einen neuen Entwurf für sein Katalog zu holen. Mr. Madigan startet einen Konkurrenzkampf zwischen Amanda und True, die jeweils einen Entwurf für ihn machen. Leider zerschrottet Hercules, Trues Hund ihr entworfenes Kleid, aber zu Trues Überraschung gefällt Flerk B’rsken das Kleid. Gaststar: Julie Bowen als Claire Underwood |           |                        |                      |                      |                                            |                    |                                             |            |
| 9 | 9         | Verkuppelt             | True Matchmaker      | 7. Feb. 2009         | 31. Mai 2009                               | Gary Halvorson     | Jason Kessler                               | 105        |
| Mr. Madigan ist ganz verzweifelt, denn seine Freundin hat einen anderen Mann geheiratet. True und Lulu versuchen ihn wieder aufzubauen, indem sie versuchen, ihn mit der Schulbibliothekarin Doris Aidem zu verkuppeln. Gaststar: Melanie Paxson als Doris Aidem |           |                        |                      |                      |                                            |                    |                                             |            |
| 10 | 10        | Der Rivale             | The Rival            | 16. Feb. 2009        | 18. Okt. 2009                              | Gary Halvorson     | Dan Kopelman                                | 110        |
| True erhält überraschend ein Angebot von der Konkurrenz, die sie gerne abwerben möchte. Hinter dem Angebot steckt ein alter Rivale von Max, der die Chance wittert, mit True als neuer Designerin endlich an Mad Style vorbeiziehen zu können. True muss sich entscheiden: Wird sie das deutlich bessere Angebot annehmen oder hält sie Max die Treue? Gaststar: Andy Richter als Simon Christini. |           |                        |                      |                      |                                            |                    |                                             |            |
| 11 | 11        | Der Mitarbeitertag     | Company Retrea       | 28. Feb. 2009        | 25. Okt. 2009                              | Brent Carpenter    | Andy Gordon                                 | 112        |
| Eigentlich sollten die Arbeiter von Mad Style einen gemeinsamen Tag irgendwo anders verbringen, da jedoch True zu jung dafür ist, machen sie einfach Urlaub in den Büros. Dort findet ein Firmen-Programm statt, worin jeder ein Geheimnis auf einen Zettel schrieb. Jeder bekam den Zettel des Partners und durfte dessen Geheimnis nicht verraten. Jedoch kommt heraus, Amanda hat Trues Geheimnis, dass sie Jimmy liebt, verraten. Gaststars: Yvette Nicole Brown als Coral Barns und Dave Foley als Ted Begley, Jr. |           |                        |                      |                      |                                            |                    |                                             |            |
| 12 | 12        | Die Firmenkreditkarte  | Keeping Tabs         | 7. März 2009         | 22. Apr. 2010                              | Bob Koherr         | Sib Ventress                                | 111        |
| Amanda lädt True zum monatlichen Mittagessen der Führungsetage in das noble Restaurant „Finique“ ein. In diesem Zusammenhang erfährt sie von der Existenz einer Firmenkreditkarte, mit der allgemeine Ausgaben beglichen werden können. True interpretiert den Zweck der Karte zu ihren Gunsten und erfüllt sich, Lulu und Ryan allerlei Träume, darunter ein weiteres Essen im „Finique“. Der Kaufrausch nimmt schließlich ein jähes Ende als die strenge Buchhalterin Miss Pinchbinde True auf die Schliche kommt. Gaststar: Julie Warner als Rose Pinchbinder |           |                        |                      |                      |                                            |                    |                                             |            |
| 13 | 13        | Der rote Teppich       | Red Carpet           | 21. März 2009        | 17. Okt. 2009                              | Katy Garretson     | Dan Signer                                  | 109        |
| True erhält den Auftrag, für eine berühmte Schauspielerin ein Kleid zu entwerfen. Doch bei der Präsentation auf dem roten Teppich wird das Outfit von einem Modekritiker völlig verrissen. Für True zerplatzen damit die Träume von einer großen Karriere als Designerin. Unterdessen fragt Lulu Amanda, wie der Aktienmarkt funktioniert und investiert anschließend in Unternehmen mit lustigen Firmennamen. Amanda staunt nicht schlecht, als Lulu tatsächlich Gewinne erzielt. Gaststars: Arden Myrin als Jenna Lutrell und Rachael Harris als Kitty Monreaux. |           |                        |                      |                      |                                            |                    |                                             |            |
| 14 | 14        | Der Tauschtag          | Switcheroo           | 11. Apr. 2009        | 12. März 2010                              | Eric Dean Seaton   | Sib Ventress                                | 118        |
| Nach einem neuerlichen Wutausbruch von Amanda hat True die Idee, in der Firma einen Tauschtag zu organisieren, bei dem jeder Mitarbeiter für einen Tag die Arbeit eines Kollegen übernimmt. Max ist von dem Vorschlag begeistert und lässt das Glücksrad entscheiden. Überraschend wird True zur Chefin für einen Tag. Ob sie mit der großen Verantwortung umgehen kann? |           |                        |                      |                      |                                            |                    |                                             |            |
| 15 | 15        | Die Spionin            | True Intrigue        | 22. Apr. 2009        | 9. März 2010                               | Jean Sagal         | Jason Kessler                               | 114        |
| Max Madigan kehrt von seiner Afrika-Reise zurück und berichtet von einem interessanten Plan: Er will Kleidungsstücke und Tücher vermarkten, die auf natürlicher Basis aus der Rinde des Mutuba-Feigenbaums gewonnen werden. Doch die Konkurrenz schläft nicht: Designer Simon Cristini schickt die als Studentin getarnte Judy als Spionin in die Räumlichkeiten von MadStyle, um herauszufinden, was genau Max vorhat. |           |                        |                      |                      |                                            |                    |                                             |            |
| 16 | 16        | Besuch von den Pinks   | Amanda Hires a Pink  | 16. Mai 2009         | 10. März 2010                              | Katy Garretson     | Andy Gordon                                 | 115        |
| Lulu verrät einer fiesen Mädchengruppe aus ihrer Schule versehentlich, wo sie und True arbeiten. Kurz darauf stehen die Mädchen, die sich die „Pinks“ nennen, bei True im Büro und lenken sie von der Arbeit ab. Als Amanda davon erfährt, stellt sie Pinky Turzo, die Anführerin der Pinks, ein und hofft, True damit zu schaden. Gaststar: Jennette McCurdy als Pinky Turzo. |           |                        |                      |                      |                                            |                    |                                             |            |
| 17 | 17        | Die Max-Puppe          | Max Mannequin        | 13. Juni 2009        | 11. März 2010                              | Gary Halvorson     | Tom Gammill & Max Pross                     | 117        |
| Die Präsentation der neuen Herbstkollektion für Männer steht an und Max Madigan ist auf der Suche nach einer passenden, grandiosen Marketing-Idee. True, Lulu und Amanda unterbreiten ihm zahlreiche Vorschläge, die den Firmenboss allerdings nicht im Geringsten zu begeistern scheinen. True fällt schließlich auf, dass Max etwas nervös ist. Als sie ihn daraufhin anspricht, gesteht er ihr, dass er vorhat, seiner Freundin Doris einen Heiratsantrag zu machen. True ist begeistert und gibt ihm sofort einige gutgemeinte Ratschläge. Diese gehen bei dem Rendezvous jedoch völlig daneben: Doris gibt Max einen Korb, da sie sich einen originellen Heiratsantrag wünscht. Nachdem True sich verplappert hat und Doris plötzlich erwartet, dass ihr Max in einem durch Luftballons schwebenden Gartenstuhl einen Heiratsantrag macht, beschließen True, Lulu und Ryan, eine Puppe anstelle des unter Höhenangst leidenden Firmenchefs fliegen zu lassen. Gaststars: Kevin Farley als Officer Jake Hooley & Kent Shocknek als er selbst |           |                        |                      |                      |                                            |                    |                                             |            |
| 18 | 18        | Trues neuer Assistent  | True’s New Assistant | 27. Juni 2009        | 15. März 2010                              | Gary Halvorson     | Russ Woody                                  | 121        |
| Ella aus der Buchhaltung wird durch einen Schuss aus Ryans Schleuder verletzt und muss für mindestens zehn Tage ins Krankenhaus. Während die Mitarbeiter darüber beraten, mit welchen aufmunternden Botschaften man die gebeutelte Buchhalterin überraschen könnte, schlägt True als Vertretung für Ella das Mathegenie Lulu vor. Max ist einverstanden und True bekommt für die Zeit einen neuen Assistenten: ihren Physiklehrer Mister Jameson. Plötzlich sind die Rollen vertauscht und True muss ihrem Lehrer als dessen Vorgesetzte Aufgaben zuweisen, was ihr ungemein schwerfällt. Mister Jameson, der ein Faible für wissenschaftliche Erfindungen besitzt, vernachlässigt seine Aufgaben so sehr, dass True in Erwägung zieht, ihm zu kündigen. Diese Überlegungen sind schnell vergessen, als der Lehrer eine Substanz entwickelt, die Wasser von Stoffen abperlen lässt, was eine ideale Ergänzung für Amandas Regenmantel ist. Gaststars: Vincent Ventresca als Mr Jamerson                                                          |           |                        |                      |                      |                                            |                    |                                             |            |
| 19 | 19        | Die Party              | House Party          | 11. Juli 2009        | 10. Apr. 2010                              | Roger Christiansen | Linda Videtti Figueiredo                    | 120        |
| Mikey J. hat sturmfreie Bude und feiert eine große Party. Neben seiner Freundin Lulu sind auch Ryan und True eingeladen. Allerdings hat True ausgerechnet am nächsten Tag um sieben Uhr morgens eine Präsentation für die neuen Kissen, für die sie noch jede Menge vorbereiten müsste. Als Max von Trues Dilemma hört, verschiebt er den Präsentationstermin kurzerhand, damit True kräftig mitfeiern kann. Auch Amanda zeigt großes Interesse, auf der Party zu erscheinen, da sie wegen ihrer Arbeit mehr Kontakt zu Jugendlichen pflegen möchte. Vor Ort trifft True Shelley, eine alte Freundin, die sie schon seit dem Kindergarten kennt. Shelley will jedoch nichts mit True zu tun haben: Sie wirft ihr vor, dass sie sich mehr um ihren Job als um ihre Freundschaften kümmern würde. Als auch noch Max auf der Party auftaucht, scheint für True der Moment gekommen, über ihre Work-Life-Balance zu reden. Gaststars: Taylor Parks als Shelly                                                                                        |           |                        |                      |                      |                                            |                    |                                             |            |
| 20 | 20        | Das Ultimatum – Teil 1 | Back to School (1)   | 25. Juli 2009        | 1. Mai 2010                                | Gary Halvorson     | Andy Gordon                                 | 124        |
| Die Sommerferien sind vorbei und True, Lulu und Ryan müssen wieder in die Schule. Eigentlich freuen sie sich auf das neue Schuljahr, schließlich bringt es auch viele Neuigkeiten und Neuerungen mit sich. Alle Mitschüler wirken viel älter. Die Jungs haben ihre Haare nach vorn gekämmt, um wie Zac Efron auszusehen. Und Ryan hat gelernt, einen Rückwärtssalto aus dem Stand zu machen. Damit will er seine Herzensdame Kelsey für sich gewinnen. Unterdessen erhalten True, die neue Vizepräsidentin von Mad Style und ihre persönliche Sekretärin Lulu die einmalige Gelegenheit, für Max Madigan ein Schaufenster in einem der nobelsten Kaufhäuser der Stadt zu gestalten. Gaststars: Gail O’Grady als Sophie Girard, Willow Smith als junge True und Kelly Perine als Larry Jackson, Trues Vater |           |                        |                      |                      |                                            |                    |                                             |            |
| 21 | 21        | Das Ultimatum – Teil 2 | Back to School (2)   | 25. Juli 2009        | 1. Mai 2010                                | Gary Halvorson     | Andy Gordon                                 | 125        |
| True ist weiterhin unter Druck, denn ihr Vater meint es ernst. Wenn sie für ihr Referat keine Eins plus bekommt, muss sie den Job bei Mad Style aufgeben. Als Ryan das Schaufenster von Sophie Girard zerstört und Sophie sich dabei verletzt, soll Mad Style auch die Dekoration ihres Fensters übernehmen, was von True geleitet werden soll. Obwohl sie für ihr Referat lernen muss, übernimmt sie die neue Aufgabe. Als sie am nächsten Tag ihr Referat hält, wartet sie aufgeregt auf die Zensuren. In der Zwischenzeit versucht Ryan, Kelseys Aufmerksamkeit zu gewinnen, indem er sich in ihrem Schließfach versteckt. Gaststars: Gail O’Grady als Sophie Girard, Willow Smith als junge True und Kelly Perine als Larry Jackson, Trues Vater |           |                        |                      |                      |                                            |                    |                                             |            |
| 22 | 22        | Die Fashion Week       | Fashion Week         | 19. Sep. 2009        | 6. März 2010                               | Gary Halvorson     | Andy Gordon & Dan Kopelman                  | 116        |
| Die große Fashion Week steht bevor, bei der die besten Designer ihre Mode präsentieren werden. Max Madigan muss seinen Angestellten in diesem Zusammenhang allerdings eine traurige Nachricht übermitteln: Mad Style kann nicht an der Veranstaltung teilnehmen, da keiner der Mitarbeiter zugelassen wurde. Auch die Bewerbung von True, die sich um die Jungdesigner-Show bemüht hatte, wurde abgelehnt. All das hat einen Grund: Jobi Castanueva, der Vorsitzende des Auswahlkomitees, war selbst einmal Angestellter bei Mad Style und musste unter der launischen Amanda Cantwell leiden. Um die Show doch noch wahrnehmen zu können, müssen sich True und Lulu also einiges einfallen lassen. Gaststar: Ian Gomez als Jobi Castanueva. |           |                        |                      |                      |                                            |                    |                                             |            |
| 23 | 23        | Total verliebt         | True Crush           | 26. Sep. 2009        | 8. März 2010                               | Gary Halvorson     | Sarah Jane Cunningham & Suzie V. Freeman    | 113        |
| Amanda bekommt eine neue Assistentin, die zu ihrer Überraschung alle Aufgaben schnell und zuverlässig erledigt. Ihr Glück endet abrupt als Ryan die neue Mitarbeiterin derart ärgert, dass diese spontan kündigt. Um den Grund für die Kündigung zu vertuschen, übernimmt Ryan heimlich alle Aufgaben der Assistentin. True hat unterdessen zwei Eintrittskarten für den „Last Minute Ball“ ergattert und überlegt nun, wen sie mitnehmen soll. Während Ryan und Lulu inständig darauf hoffen, dass sie gefragt werden, wünscht sich True, dass Jimmy sie begleiten wird. Gaststar: Victoria Justice als Vivian. |           |                        |                      |                      |                                            |                    |                                             |            |
| 24 | 24        | Der Überflieger        | The Hotshot          | 3. Okt. 2009         | 16. März 2010                              | Gary Halvorson     | Dan Kopelman                                | 122        |
| Max Madigan stellt seinen Mitarbeitern bei Mad Style einen neuen Praktikanten vor: Jaspar Peacock ist ein dynamischer Abiturient, den Max zufällig im Happy Berry kennengelernt hat. Während Amanda ihren Job in Gefahr sieht, freut sich True, dass ein weiterer Teenager in der Firma beschäftigt wird. Lulu unterstellt True allerdings schnell, dass sie neidisch auf den „neuen Star“ von Max ist. Trues Meinung über Jaspar ändert sich tatsächlich schlagartig, als er sich ihr gegenüber als gewissenloser Schwindler offenbart, der sich wegen des Geldes bei Max anbiedert. Allerdings will niemand True glauben schenken. Zu allem Überfluss gelingt es Jaspar auch noch, einen neuen Entwurf einer Schulanfangs-Uniform zu präsentieren, den er True hinterlistig gestohlen hat. Daraufhin befördert ihn Max sogar zum Vizepräsidenten und setzt ihn vorläufig in Trues Büro. Als Jaspar „seine“ neue Kollektion vorstellt, kommt es schließlich zum Eklat.                                                                          |           |                        |                      |                      |                                            |                    |                                             |            |
| 25 | 25        | Die Hochzeit           | The Wedding          | 17. Okt. 2009        | 13. März 2010                              | Bob Koherr         | Andy Gordon                                 | 119        |
| Die Hochzeit von Max Madigan und Doris Aidem steht bevor und die Vorbereitungen laufen auf Hochtouren. Matthieu Larue, der Hochzeitsplaner, sorgt für eine detaillierte Disposition, wobei Ryan die Verantwortung für die Hochzeitstorte übertragen wird. True beteiligt sich an der Planung, die im Einzelnen zwischen Max, Doris und Matthieu abgesprochen wird. Dabei ist äußerste Vorsicht geboten, da Doris ein schwaches Nervenkostüm besitzt. Als Matthieu unter anderem aufgrund eines Missgeschicks mit der Torte an seine Grenzen gerät, springt True als seine Assistentin ein. Doch das Chaos nimmt seinen Lauf und der Hochzeitsplaner wirft seine Arbeit schließlich hin. Nun gilt es für True zu retten, was noch zu retten ist. Gaststars: Jack Plotnick als Hochtszeitplanner |           |                        |                      |                      |                                            |                    |                                             |            |
| 26 | 26        | Der perfekte Tanz      | The Dance            | 24. Okt. 2009        | 17. März 2010                              | Brent Carpenter    | Sarah Jane Cunningham & Suzie V. Freeman    | 123        |
| True darf zusammen mit Amanda ein Model-Casting für das nächste Fotoshooting durchführen. Doch Amanda glaubt, schon nach wenigen Minuten den Richtigen gefunden zu haben. Ihre Wahl fällt auf Brock Champion, den sie offensichtlich nicht nur als Model begehrt. Bei der endgültigen Entscheidung übergeht Amanda True, indem sie Trues Favoriten nicht zur zweiten Runde einlädt. Währenddessen beschließen Ryan und Jimmy, den ihrer Meinung nach besten Horrorfilm aller Zeiten zu drehen. Als sie Oscar erzählen, dass sie nach Feierabend im Büro drehen wollen, rät dieser ihnen davon ab. Er erzählt ihnen von dem Gerücht, wonach nachts die ehemalige Rezeptionistin durch das Haus geistert. |           |                        |                      |                      |                                            |                    |                                             |            |

## Staffel 2
Die Erstausstrahlung der zweiten Staffel war vom 14. November 2009 bis zum 20. August 2011 auf dem US-amerikanischen Sender Nickelodeon zu sehen. Die deutschsprachige Erstausstrahlung der ersten 19 Folgen sendete Nickelodeon vom 2. Mai 2010 bis zum 24. Oktober 2011. Die übrigen Folgen liefen vom 16. Februar bis zum 5. Juni 2015 auf nicknight.
| Nr. (ges.) | Nr. (St.) | Deutscher Titel                     | Originaltitel           | Erstausstrahlung USA | Deutschsprachige Erstausstrahlung (D/A/CH) | Regie                  | Drehbuch                                 | Prod. Code |
| --- | --------- | ----------------------------------- | ----------------------- | -------------------- | ------------------------------------------ | ---------------------- | ---------------------------------------- | ---------- |
| 27 | 1         | Das Konzert                         | True Concert            | 14. Nov. 2009        | 6. Mai 2010                                | Gary Halvorson         | Dan Kopelman                             | 204        |
| Miss Park teilt ihren Schülern mit, dass der Fachbereich Textilgestaltung wegen Einsparungen abgeschafft werden soll. Da True in diesem Fach das Nähen gelernt hat, entschließt sie sich dazu, ein Konzert zu veranstalten, um mit dem eingenommenen Geld den Kurs zu erhalten. Ein Freund von Jimmy arbeitet zufälligerweise bei D.R.K.-Records, wo Justin Bieber gerade eine neue Single aufnimmt. Also schleichen sich True, Lulu und Ryan in das Aufnahmestudio, um Justin zu bitten, ein Konzert für sie zu geben. Justin, der selbst gerne häkelt, will True helfen und am nächsten Tag in der Schule auftreten. Kurz vor dem Auftritt ruft Justin True jedoch an, um ihr zu sagen, dass er sich verletzt hat und nicht kommen kann. Ob die Show dennoch zu einem durchschlagenden Erfolg wird? Abwesend: Danielle Bisutti als Amanda Cantwell, Greg Proops als Max Madigan und Ron Butler als Oscar Gaststars: Justin Bieber als er selbst und Care Bears on Fire als sie selbst |           |                                     |                         |                      |                                            |                        |                                          |            |
| 28 | 2         | Ausflug nach Chilladelphia – Teil 1 | The New Kid (1)         | 21. Nov. 2009        | 2. Mai 2010                                | Gary Halvorson         | Sebastian Jones                          | 201        |
| Mr. Madigan ist sehr zufrieden: Vier der fünf Abteilungen von Mad Style konnten ihre Umsätze steigern. Nur die Freizeitkleidungsabteilung hat Einbußen hinnehmen müssen. Um das zu ändern, wird in der Firma ein „lässiger Tag“ eingeführt, an dem das ganze Team in Freizeitkleidung erscheinen soll, damit alle mal etwas lockerer werden und besser auf Ideen kommen. Bei Mr. Madigan wirkt diese Maßnahme wahre Wunder. Er ist mit Abstand der Lockerste von allen, will sich ab sofort immer so kleiden und rät der genervten Amanda nach Chilladelphia zu fahren. In Trues Klasse kommt unterdessen ein neuer Schüler, den sie auf Anhieb süß findet. Mit viel Überwindung und einiger Überzeugungsarbeit seitens Lulu wagt es True, den Neuen nach einem Date zu fragen und holt sich prompt einen Korb. Gaststars: Tyler James Williams als Justin Webber, Janel Parrish als Kyla und Philip Baker Hall als Mr. Jenkins, Vorsitzender von Galaxy Airlines                       |           |                                     |                         |                      |                                            |                        |                                          |            |
| 29 | 3         | Gedankenübertragung – Teil 2        | Little Shakespeare (2)  | 21. Nov. 2009        | 3. Mai 2010                                | Gary Halvorson         | Sib Ventress                             | 202        |
| True ist bis über beide Ohren in Justin, aka Lil Shakespeare, verknallt. Doch der berühmte Rapper hat anderweitige Verpflichtungen, als sich gebührend um True zu widmen. Die ist verwirrt; während sie Justin für den „Richtigen“ hält und ihn gerne ihren Eltern vorstellen würde, gebietet ihr Bauchgefühl Vorsicht. Jimmy aus der Postabteilung hat unterdessen gute Aussichten auf ein wichtiges Praktikum in Washington. Das würde einerseits einen ordentlichen Karrieresprung bedeuten, andererseits wäre er zwei ganze Jahre weg. Er muss sich also zwischen seinen Freunden bei Mad Style, insbesondere True, und Washington entscheiden. Abwesend: Greg Proops als Max Madigan Gaststars: Tyler James Williams als Justin Webber, Janel Parrish als Kyla und Natasha Bedingfield als sie selbst |           |                                     |                         |                      |                                            |                        |                                          |            |
| 30 | 4         | Die Parade                          | True Parade             | 12. Dez. 2009        | 19. Dez. 2010                              | Gary Halvorson         | Andy Gordon                              | 210        |
| — |           |                                     |                         |                      |                                            |                        |                                          |            |
| 31 | 5         | Echt dramatisch                     | True Drama              | 9. Jan. 2010         | 17. Okt. 2010                              | Roger Christiansen     | Steve Joe                                | 211        |
| — Abwesend: Greg Proops als Max Madigan und Ron Butler als Oscar Gaststar: Jennette McCurdy als Pinky Turzo |           |                                     |                         |                      |                                            |                        |                                          |            |
| 32 | 6         | Mr. Madigan muss Nachsitzen         | My Boss Ate My Homework | 16. Jan. 2010        | 4. Mai 2010                                | Roger Christiansen     | Diana Sproveri                           | 203        |
| True muss Hausaufgaben für die Schule ausdrucken. Da ihr Drucker zu Hause kaputt ist, nimmt sie die Hausaufgaben auf einem USB-Stick mit ins Büro und bittet Oscar sie für sie auszudrucken. Kurz darauf erscheint Mr. Madigan und isst ein paar von Oscars berühmten Chips. In derselben Schale liegt Trues USB-Stick, den er versehentlich mitisst. Gaststars: Richard Karn als Brandursachenermittler O’Dannon and Tristin Mays als Hailey |           |                                     |                         |                      |                                            |                        |                                          |            |
| 33 | 7         | Patenschüler                        | Little Buddies          | 30. Jan. 2010        | 28. Aug. 2010                              | Adam Weissman          | Sib Ventress                             | 208        |
| Ryan, True und Lulu kommen in die 10. Klasse, in der sie gleich eine verantwortungsvolle Aufgabe erwartet: Jedem Schüler wird ein Siebtklässler als Patenkind zugewiesen, auf das man aufpassen und das man einweisen soll. True kommt mit einem schüchternen Mädchen namens Molly zusammen, das sich kaum traut, ihre Meinung preiszugeben. Als True sie allerdings zu einem Meeting mitnimmt, auf dem sie dem Designer David Pillows ihr neues Kleid präsentiert, traut Molly sich endlich, etwas zu sagen und erklärt kurzerhand, dass sie das Kleid langweilig findet. True ist fortan von Molly genervt, bis diese ihr zu einem großen Erfolg verhilft. Abwesend: Greg Proops als Max Madigan Gaststars: Laura Marano als Molly, Bobb’e J. Thompson als Nate and Pamela Adlon als Babs |           |                                     |                         |                      |                                            |                        |                                          |            |
| 34 | 8         | Valentinstag                        | True Valentine          | 6. Feb. 2010         | 17. Mai 2011                               | Gary Halvorson         | Sebastian Jones                          | 206        |
| Es ist Valentinstag. Da True findet, dass dieser Tag für jeden etwas Besonderes sein sollte, arrangiert sie mit Ryan und Lulu in der Sporthalle ihrer Schule einen Ball, auf dem sie Ms. Park mit Mr. Jameson verkuppeln wollen. Da die beiden sehr schüchtern sind und sich eigentlich nicht trauen den anderen anzusprechen, soll der Schulball eine gute Gelegenheit sein, sich endlich besser kennenzulernen. Glücklicherweise läuft alles wie geplant und schnell finden die beiden heraus, dass sie dasselbe Hobby haben: Flamenco tanzen. Abwesend: Greg Proops als Max Madigan |           |                                     |                         |                      |                                            |                        |                                          |            |
| 35 | 9         | Das Kein-Date-Date                  | True Date               | 20. Feb. 2010        | 15. Juni 2011                              | Dennie Gordon          | Steve Joe                                | 212        |
| — Abwesend: Ron Butler als Oscar Gaststar: Kevin Farley als Officer Jake Hooley |           |                                     |                         |                      |                                            |                        |                                          |            |
| 36 | 10        | Attraktive Aushilfen                | The Hunky Librarian     | 13. März 2010        | 10. Okt. 2010                              | Roger Christiansen     | Sarah Jane Cunningham & Suzie V. Freeman | 209        |
| — Abwesend: Ron Butler als Oscar Gaststar: Travis Schuldt als Lance Whipple |           |                                     |                         |                      |                                            |                        |                                          |            |
| 37 | 11        | Rettet die Knabber-Klause           | Saving Snackleberry     | 20. März 2010        | 24. Okt. 2011                              | Roger Christiansen     | Stacey Cantwell                          | 213        |
| — Abwesend: Ron Butler als Oscar Gaststars: Wendie Malick als Libby Gibbils, Stephen Tobolowsky als Lars Balthazar, Tom Kenny als Bingo and Craig Anton als Knabber-Klause Chef |           |                                     |                         |                      |                                            |                        |                                          |            |
| 38 | 12        | Die Pyjama-Party                    | Pajama Party            | 3. Apr. 2010         | 7. Juni 2011                               | Gary Halvorson         | Steve Joe                                | 207        |
| Ryan hat zwei Kinokarten für den neuen Film seines Lieblingsschauspielers John Cena ergattert. Da der Film erst sehr spät läuft und voraussichtlich nicht vor Mitternacht zu Ende sein wird, bittet er seine Freunde, ihn zu begleiten. Zu Ryans Glück erbarmt sich Jimmy. Bei True findet derweil eine Pyjama-Party statt. Durch einen Irrtum in der Postabteilung hat allerdings auch Amanda eine Einladung erhalten. Abwesend: Greg Proops als Max Madigan und Ron Butler als Oscar Gaststars: Willow Smith als junge True, Vivica A. Fox als Mrs. Jackson, Italia Ricci als er selbst and John Cena als er selbst |           |                                     |                         |                      |                                            |                        |                                          |            |
| 39 | 13        | Das Geschenk                        | The Gift                | 17. Apr. 2010        | 5. Mai 2010                                | Roger Christiansen     | Andy Gordon                              | 205        |
| Ryan erfährt, dass ihn sein Bruder Stu bei Mad Style besuchen kommt. Da Stu in der Familie immer mehr angesehen war als Ryan, freut er sich überhaupt nicht auf ihn. Als Stu ihm jedoch später erzählt, dass er sein Studium abbrechen will, um Künstler zu werden, wittert Ryan seine Chance auch endlich mal der Lieblingssohn seines Vaters werden zu können. Gaststar: Henry Hereford als Ryans Großvater |           |                                     |                         |                      |                                            |                        |                                          |            |
| 40 | 14        | Königlicher Spaß                    | True Royal              | 1. Mai 2010          | 7. Nov. 2010                               | Roger Christiansen     | Sarah Jane Cunningham & Suzie V. Freeman | 214        |
| — Abwesend: Greg Proops als Max Madigan Gaststars: Nathan Kress als Prinz Gabriel, Oliver Muirhead als Ian, Gabriels Butler, Tom Kenny als Bingo und J. P. Manoux als Knabber-Klause Oberkellner und Kent Shocknek als er selbst |           |                                     |                         |                      |                                            |                        |                                          |            |
| 41 | 15        | Nur keine Panik                     | True Fear               | 8. Mai 2010          | 31. Okt. 2010                              | Gary Halvorson         | Sib Ventress                             | 216        |
| — Gaststar: Paul F. Tompkins als Royce Bingham |           |                                     |                         |                      |                                            |                        |                                          |            |
| 42 | 16        | Der Ausmusterungsraum               | The Reject Room         | 15. Mai 2010         | 16. Mai 2011                               | Gary Halvorson         | Dan Kopelman                             | 215        |
| True präsentiert der Firma ihren 64. Entwurf. Da Mr. Madigan bis jetzt alle ihre Entwürfe gefallen haben, geht sie davon aus, dass ihm auch dieser gefallen wird. Stolz verlässt sie kurz darauf den Raum und meint, nicht mehr richtig arbeiten zu müssen, da sie eh alles richtig macht. Als Jimmy erzählt, dass er etwas in der 34. Etage vergessen hat, hören True, Ryan und Lulu zum ersten Mal, dass sich Mad Style auch in einer weiteren Etage eingemietet hat. Gespannt gehen sie in die 34. Etage und finden dort eine Verbrennungsanlage und einen Ausmusterungsraum. In diesem Raum entdeckt True einige ihrer Entwürfe sowie das Wirbel-Kleid, das sie gerade eben präsentiert hat. Gaststar: Stephen Dunham als Chad Brackett |           |                                     |                         |                      |                                            |                        |                                          |            |
| 43 | 17        | Mission Ehering – Teil 1            | Mission Gone Bad (1)    | 22. Mai 2010         | 14. Mai 2011                               | Gary Halvorson         | Andy Gordon                              | 218        |
| Mr. Madigan entdeckt einen Riss in dem Ring seiner Frau und beauftragt True, ihn reparieren zu lassen. True steckt daraufhin den Ring in die Tasche einer Weste, die Jimmy kurz darauf abholt und nach Paris zu einer Modenschau liefern lässt. Da Mr. Madigan dieses Missgeschick nicht mitbekommen soll, fliegen Lulu und True als Stewardessen verkleidet nach Paris, um den Ring zu retten. Gaststars: Gage Golightly als Vanessa, Jessica Makinson as Passagier, Michele Boyd als Nicole, ein französisches Model, Stefán Karl Stefánsson als Karl Gustav, Samantha Boscarino als Carla Gustav und Lawrence Palmer als Ricky Racecar |           |                                     |                         |                      |                                            |                        |                                          |            |
| 44 | 18        | Mission Ehering – Teil 2            | Mission Gone Bad (2)    | 22. Mai 2010         | 14. Mai 2011                               | Gary Halvorson         | Andy Gordon                              | 219        |
| Die Suche nach dem Ring geht weiter: Max, True und Lulu lernen Karl Gustav kennen, der den Ring unter Verschluss und die drei in einem seiner zahlreichen Zimmer gefangen hält. Der Hausherr erwartet von seinen Gefangenen, dass sie für seine Tochter Carla ein Kleid entwerfen, das ihren höchst eigenwilligen Geschmack trifft. Dank Lulus zweitem Handy gelingt es den Gefangenen, Ryan und Jimmy zu informieren, die sich sofort auf den Weg nach Paris machen und kurz darauf in Gustavs Villa eintreffen. Gaststars: Gage Golightly als Vanessa, Jessica Makinson as Passagier, Michele Boyd als Nicole, ein französisches Model, Stefán Karl Stefánsson als Karl Gustav, Samantha Boscarino als Carla Gustav und Lawrence Palmer als Ricky Racecar |           |                                     |                         |                      |                                            |                        |                                          |            |
| 45 | 19        | Die Hitzewelle                      | Heatwave                | 26. Juni 2010        | 14. Nov. 2010                              | Gregg Heschong         | Steve Joe                                | 217        |
| — |           |                                     |                         |                      |                                            |                        |                                          |            |
| 46 | 20        | —                                   | True Magic              | 7. Aug. 2010         | 16. Feb. 2015                              | Alfonso Ribeiro        | Andy Gordon                              | 220        |
| Gaststars: Hayley Erin als Sienna, Cymphonique Miller als Bernie und French Stewart als Donald |           |                                     |                         |                      |                                            |                        |                                          |            |
| 47 | 21        | Grün, Glück und True                | True Luck               | 11. Sep. 2010        | 17. Feb. 2015                              | Leonard R. Garner, Jr. | Steve Joe                                | 221        |
| Abwesend: Robbie Amell als Jimmy, Ron Butler als Oscar und Greg Proops als Max Madigan |           |                                     |                         |                      |                                            |                        |                                          |            |
| 48 | 22        | —                                   | The Fifth of Prankuary  | 25. Sep. 2010        | 20. Feb. 2015                              | Sheldon Epps           | John Quaintance                          | 224        |
| 49 | 23        | —                                   | Mad Rocks               | 2. Okt. 2010         | 18. Feb. 2015                              | Shelley Jensen         | Sarah Jane Cunningham & Suzie V. Freeman | 222        |
| Abwesend: Ron Butler as Oscar und Greg Proops as Max Madigan Gaststars: Fefe Dobson als sie selbst, Nick Palatas als Skeet and Julia Duffy als Ms. Watson |           |                                     |                         |                      |                                            |                        |                                          |            |
| 50 | 24        | —                                   | True Secret             | 9. Okt. 2010         | 19. Feb. 2015                              | Roger Christiansen     | Sib Ventress                             | 223        |
| Gaststar: Dave Allen als Mitchell |           |                                     |                         |                      |                                            |                        |                                          |            |
| 51 | 25        | —                                   | Class Election          | 16. Okt. 2010        | 23. Feb. 2015                              | Leonard R. Garner, Jr. | Andy Gordon                              | 225        |
| Abwesend: Danielle Bisutti als Amanda Cantwell, Ron Butler als Oscar und Greg Proops als Max Madigan |           |                                     |                         |                      |                                            |                        |                                          |            |
| 52 | 26        | Voll in Fahrt                       | True Drive              | 6. Nov. 2010         | 24. Feb. 2015                              | Leonard R. Garner, Jr. | Tiffany Zehnal                           | 226        |
| Gaststar: Tim Bagley als Ed Wheeler |           |                                     |                         |                      |                                            |                        |                                          |            |
| 53 | 27        | Das Karten-Desaster                 | True Disaster           | 13. Nov. 2010        | 26. Feb. 2015                              | Sheldon Epps           | Sib Ventress                             | 228        |
| Gaststar: Rennie Palmer als Fußballspielerin |           |                                     |                         |                      |                                            |                        |                                          |            |
| 54 | 28        | Plötzlich berühmt                   | True Fame               | 5. Feb. 2011         | 25. Feb. 2015                              | Leonard R. Garner, Jr. | Manny Basanese                           | 227        |
| 55 | 29        | Ausflug in die Vergangenheit        | Field Trip              | 12. Feb. 2011        | 27. Feb. 2015                              | Barnet Kellman         | Steve Joe                                | 229        |
| Abwesend: Ron Butler als Oscar Gaststar: Thomas F. Wilson als Benjamin Franklin |           |                                     |                         |                      |                                            |                        |                                          |            |
| 56 | 30        | Rektor Ryan                         | Principal for a Day     | 26. Feb. 2011        | 2. März 2015                               | Gary Halvorson         | Dan Kopelman                             | 230        |
| Abwesend: Greg Proops als Max Madigan |           |                                     |                         |                      |                                            |                        |                                          |            |
| 57 | 31        | Der neue Laden                      | True Mall               | 5. März 2011         | 25. März 2015                              | Gary Halvorson         | Andy Gordon & Dan Kopelman               | 231        |
| Abwesend: Ron Butler als Oscar und Greg Proops als Max Madigan Gaststar: Emma Lockhart als Callie und Raini Rodriguez als Nina |           |                                     |                         |                      |                                            |                        |                                          |            |
| 58 | 32        | True macht blau                     | Ditch Day               | 19. März 2011        | 26. März 2015                              | Paul Lazarus           | Sebastian Jones                          | 232        |
| Gaststars: Logan Grove als Joe und Kevin Farley als Officer Jake Hooley |           |                                     |                         |                      |                                            |                        |                                          |            |
| 59 | 33        | Das Juwel von Peru – Teil 1         | Mystery in Peru (1)     | 20. Aug. 2011        | 5. Juni 2015                               | Gary Halvorson         | Andy Gordon                              | 233        |
| True und der Rest der Mad Style Mitarbeiter fliegen nach Peru, um bei der Hochzeit von Amanda und Brock dabei zu sein und entdecken dabei, dass sie ein hohes Kopfgeld erhalten, wenn sie einen Juwelendieb fassen. |           |                                     |                         |                      |                                            |                        |                                          |            |
| 60 | 34        | Das Juwel von Peru – Teil 2         | Mystery in Peru (2)     | 20. Aug. 2011        | 5. Juni 2015                               | Gary Halvorson         | Andy Gordon                              | 234        |